# Kotiranta
Kotiranta est un quartier du district de Kotiranta à Vaasa en Finlande.

## Présentation
Situé à 2 km du centre de Vaasa,le quartier de Kotiranta est construit de maisons individuelles. 
Il compte 925 habitants (1.1.2015).